# Vĩnh Thanh, Nhơn Trạch
Vĩnh Thanh là một xã thuộc huyện Nhơn Trạch, tỉnh Đồng Nai, Việt Nam.

## Địa lý
Xã Vĩnh Thanh nằm ở phía Tây Nam của huyện Nhơn Trạch, cách trung tâm huyện 5 km, và cách thành phố Biên Hòa 45 km, có vị trí địa lý:
- Phía bắc giáp xã Long Tân
- Phía nam giáp xã Phước Khánh
- Phía tây giáp xã Phú Đông
- Phía đông giáp xã Phước An.

Xã Vĩnh Thanh có diện tích 33,23 km², dân số năm 1999 là 14.529 người, mật độ dân số đạt 437 người/km².

### Địa hình
Xã có dạng địa hình đồng bằng thuận lợi cho việc trồng trọt và chăn nuôi.

### Khí hậu
Xã nằm trong vùng khí hậu nhiệt đới với 2 mùa:
- Mùa mưa bắt đầu từ tháng 5 đến tháng 10
- Mùa khô bắt đầu từ tháng 11 đến tháng 4 năm sau.

Nhiệt độ trung bình 29 °C - 32 °C: 
- Nhiệt độ cao nhất 32 °C
- Nhiệt độ thấp nhất 29 °C.

Lượng mưa đạt 1.600 – 2.000mm/năm.

## Hành chính
Xã Vĩnh Thanh được chia thành 10 ấp: Chính Nghĩa, Đại Thắng, Đoàn Kết, Hòa Bình, Nhất Trí, Sơn Hà, Thành Công, Thanh Minh, Thống Nhất, Vĩnh Cửu.

## Văn hóa

### Giáo xứ
- Bắc Thần
- Nghĩa Yên
- Bắc Minh
- Vĩnh Phước
- Đại Điền
- Nghĩa Hiệp
- Nghĩa Mỹ
- Thiết Nham.